# Miss Elizabeth
Elizabeth Ann Hulette, lépe známá jako Miss Elizabeth (19. listopadu 1960 Frankfort, Kentucky – 1. května 2003 Marietta, Georgie) byla americká profesionální wrestlingová manažerka. Mezinárodní věhlas si získala v polovině roku 1980 do počátku 1990 ve World Wrestling Federation a v půlce 1990 ve World Championship Wrestling kde byla manažerka "Macho Man" Randy Savange. Zemřela v důsledku užívání drog a alkoholu a následného předávkování 1. května 2003 v domě, který sdílela s wrestlerem Lexem Lugerem.
V době kdy působila ve wrestlingových show, potkala Randala Poffo, profesionálního wrestlera s uměleckým jménem "Macho Man" Randy Savage. Vzali se v prosinci 1984. Ve wrestlingu debutovala 30. července 1985 a naprosto odešla 17. srpna 2000. 1. května 2003 v Mariettě v Georgii volal Lex Luger z jeho druhého domu který sdílel s Elizabeth číslo 911 a hlásil, že Elizabeth nedýchá. Nereagovala na dýchání z úst do úst. Záchranáři ji odvezli do nemocnice, tam ale byla prohlášena za mrtvou. Elizabeth bylo 42 let. Lugerův telefonát byl později odvysílán v epizodě WWE Confidential.

## Ve wrestlingu
Manažerka
- Randy Savage
- Hulk Hogan
- Ric Flair
- Eric Bischoff
- Lex Luger
- Chris Benoit
- Sting
- Dusty Rhodes
- Brutus "The Barber" Beefcake

Vztahy
- Mega Powers
- Four Horsemen
- nWo
- Millionaire's Club

Přezdívky
- "První žena ve wrestlingu"

Theme songy
- "Pomp and Circumstance" (WWF) 1985–1992